# Pseudocheilinus
Pseudocheilinus là một chi cá biển thuộc họ Cá bàng chài. Tất cả các loài trong chi này đều có phạm vi phân bố tập trung ở Ấn Độ Dương - Thái Bình Dương.

## Từ nguyên
Tiền tố pseudo bắt nguồn từ tiếng Latinh có nghĩa là "sai, khác", tạm dịch là "khác với chi Cheilinus", hàm ý đề cập đến việc Pseudocheilinus hexataenia, loài điển hình của chi, trước đây được xếp vào chi Cheilinus.

## Mô tả chung
Những loài trong chi này đặc trưng bởi gam màu sáng (đỏ, cam, vàng) trên cơ thể với các dải sọc ngang ở hai bên thân. Mống mắt màu đỏ cam, có một cặp sọc trắng băng qua đồng tử.
Số gai ở vây lưng: 9; Số gai ở vây hậu môn: 3 (gai thứ hai luôn dài hơn gai thứ ba).

## Các loài
Có 7 loài được công nhận là hợp lệ trong chi này, bao gồm:
- Pseudocheilinus citrinus Randall, 1999[4]
- Pseudocheilinus dispilus Randall, 1999[4]
- Pseudocheilinus evanidus Jordan & Evermann, 1903
- Pseudocheilinus hexataenia (Bleeker, 1857)
- Pseudocheilinus ocellatus Randall, 1999[4]
- Pseudocheilinus octotaenia Jenkins, 1901
- Pseudocheilinus tetrataenia Schultz, 1960